# Brooklyn Public Library
Brooklyn Public Library (BPL) er det offentlige bibliotek for bydelen Brooklyn i New York. Det er det femtestørste folkebibliotek i USA.
BPL blev sanktioneret af den lovgivende forsamling i New York 1. maj 1892. Bydelsudvalget vedtog derefter oprettelsen af biblioteket 30. november 1896. Mellem 1901 og 1923 donerede filantropen Andrew Carnegie 1,6 millioner dollar.
Hovedbygningen, Central Library, ligger ved Prospect Park, udenfor Grand Army Plaza hvor Eastern Parkway møder Flatbush Avenue. Bygningen ligner en åben bog, med ryggen ved hovedindgangen og omslaget langs de to avenuer. Byggearbejderne begyndte i 1912 og var færdig i 1941. Biblioteket åbnede 1. februar 1941. Hovedbygningen fik betegnelsen landemærke af New York City Landmarks Preservation Commission i 1997.
Udover hovedbygningen har BPL et stort erhvervslivsbibliotek, Business Library, som ligger på Cadman Plaza West i Brooklyn centrum, og 58 lokale afdelinger.